# Місячна ніч (картина Крамського)
Місячна ніч — картина російського художника Івана Крамського (1837—1887), написана в 1880 році. Вона є частиною зборів Державної Третьяковської галереї (інв. 676). Розмір картини — 178,8 × 135,2 см.
Під час роботи над картиною автор також вживав назви «Старі тополі» і «Чарівна ніч», а на перших виставках картина була представлена під назвою «Ніч».

## Історія
Крамський почав роботу над картиною «Місячна ніч» в 1879 році. Картина була представлена на 8-й виставці Товариства пересувних художніх виставок («передвижників») в Санкт-Петербурзі в 1880 році.
У 1880 році картина була придбана у автора Сергієм Третьяковим і стала частиною його колекції. У 1892 році, після смерті Сергія Третьякова, за його заповітом картина була передана в Третьяковську галерею.

## Опис
Картина «Місячна ніч» вважається одним з найбільш ліричних полотен Крамського. На ній зображена жінка в білій сукні, що сидить на лаві під деревами при місячному світлі.
В одній з ранніх версій моделлю для образу жінки була Анна Іванівна Попова (1860—1942), майбутня дружина Дмитра Менделєєва. Для остаточної версії картини художнику позувала друга дружина Сергія Третьякова — Олена Андріївна Третьякова (вроджена Матвєєва).

## Відгуки
Мистецтвознавець Тетяна Курочкіна в своїй книзі про Крамського писала, що в цій картині художник «прагнув до створення поетичного образу чарівної місячної ночі, гармонійного єднання людини і природи, до розкриття таємничої чарівності місячного світла, що будить мрії в душі юної мрійниці, задумливо сидить на лаві старовинного парку». Однак вона відзначала, що Крамському «не вдалося уникнути нальоту деякої штучної театральності».